# Andrea Graus
Andrea Graus (* 13. November 1979 in Innsbruck) ist eine ehemalige österreichische Radrennfahrerin. Sie ist fünfmalige nationale Meisterin im Straßenrennen
2005 wurde Graus erstmals österreichische Meisterin im Straßenrennen. Von 1997 bis 2007 belegte sie mehrmals zweite und dritte Plätze. Im selben Jahr wurde sie nationale Vize-Meisterin im Einzelzeitfahren. 2007 wurde sie Zweite in der Gesamtwertung der Krásná Lípa Tour Féminine in Tschechien und des Frauenrennens in Albstadt.
Bei den heimischen UCI-Straßen-Weltmeisterschaften 2006 in Salzburg wurde Graus Zehnte im Straßenrennen.
2010, 2011, 2012 und 2013 errang sie jeweils nochmals den Titel der österreichischen Straßenmeisterin. Ende 2013 trat sie vom aktiven Radsport zurück.